# يزيد بن محمد المهلبي
يزيد بن محمد المهلبي الوزير الكبير أبو محمد الحسن بن محمد بن عبد الله بن هارون الأزدي من ولد المهلب بن أبي صفرة وزير لمعز الدولة البويهي، وكان سريا جوادا ممدحا كامل السؤدد مقربا للعلماء، أصابته فاقة في شبيبته و تغرب و تنقلت به الأحوال حتى صار وزيرا وكان أديبا مترسلا بليغا شاعرا سائسا له أخبار في الكريم والمروءة. نال أولا في الوزارة عن أبي جعفر الصيمري، فمات الصيمري، فولاه مكانه معز الدولة سنة 339 للهجرة، ثم وزر للمطيع ولقبوه ذا الوزارتين وقد استوفى ابن النجار أخباره وعاش نيف وستين سنة وتوفي في شهر شعبان سنة 352 هجرية ببغداد.
من شعره
- أراني الله وجهك كل يوم صباحا للتيمن والسرور
- وامتع ناظري بصفحتيه لأقرأ الحسن من تلك السطور